# 메이시구
메이시구(한국어: 미계구, 중국어: 美溪区, 병음: Měixī Qū)는 중화인민공화국 헤이룽장성 이춘 시의 행정구역이다. 넓이는 2259km2이고, 인구는 2007년 기준으로 40,000명이다.

## 행정 구역
1개 가도를 관할한다.
- 가도: 美溪街道.